# 26993 Littlewood
26993 Littlewood (1997 XC1) là một tiểu hành tinh vành đai chính được phát hiện ngày 3 tháng 12 năm 1997 bởi P. G. Comba ở Prescott.